# 12719 Pingré
(12719) Pingré, denumire internațională (12719) Pingre, este un asteroid din centura principală de asteroizi.

## Descriere
12719 Pingré este un asteroid din centura principală de asteroizi. A fost descoperit pe 6 iunie 1991 la Observatorul La Silla de Eric Walter Elst. Asteroidul prezintă o orbită caracterizată de o semiaxă mare de 2,30 ua, o excentricitate de 0,15 și o înclinație de 2,0° în raport cu ecliptica.